# Antonio Vodanovic Haklicka
Antonio Vodanovic Haklicka (1916-2005) fue un jurista y escritor chileno.

## Vida pública
A pesar de que egresó de la carrera de derecho con la tesis De la sucesión por causa de muerte y de las donaciones entre vivos (1937), según Se desempeñó como subdirector de la Biblioteca del Congreso Nacional de Chile.
Es conocido por su Curso de derecho civil (1939), luego ampliado al Tratado de derecho civil, manual de estudio de tres tomos, donde expone y amplía las explicaciones dadas en las cátedras de derecho civil dictadas por Arturo Alessandri Rodríguez y Manuel Somarriva en la Facultad de Derecho de la Universidad de Chile, en la que fue alumno.
Además de estudioso del derecho, Vodanovic fue escritor de cuentos y ensayos, formando parte de movimientos literarios de las décadas de 1940 y 1950.

## Obras
Entre sus obras están:

### Obras jurídicas
- Curso de derecho civil (1939, reeditado en 1944)[2]
- Tratado de los derechos reales (1993).
- Derecho de alimentos (1994).
- Derecho y jurisprudencia del tránsito y vehículos motorizados (1994).
- Justicia de policía local (1994).
- Legislación y jurisprudencia sobre extranjeros (1995).
- Tratado de derecho civil (1998).
- La fianza (1999).
- Tratado de las obligaciones (2001).
- Leyes de Derecho de familia y de menores (2005).

### Obras literarias
- Vecindario de palomas (cuentos, 1941).
- Kermesse I (ensayo, 1975).
- Kermesse II (ensayo, 1975).